# Amuro Namie
Amuro Namie (安室奈美恵 (An Thất Nại Mỹ Huệ) Amuro Namie) (sinh ngày 20 tháng 9 năm 1977) là một ca sĩ nhạc Pop người Nhật Bản. Cô là biểu tượng thời trang và Diễn viên người Nhật Bản mà trong thời kì đỉnh cao sự nghiệp cô được mệnh danh "Nữ hoàng J-pop", "Madonna của Nhật" hay "Janet Jackson của Nhật".

## Tiểu sử
Sinh ra tại Naha, Okinawa, Amuro khởi nghiệp năm 14 tuổi, là một thành viên trong nhóm nhạc nữ Super Monkey's. Dù sự nghiệp của nhóm hầu như không thành công, nhưng đĩa đơn cuối cùng của họ "TRY ME ~私を信じて~" (1998) gây được nhiều chú ý. Amuro rời khỏi Toshiba-EMI sau khi phát hành thêm 2 đĩa đơn solo và cô tiếp tục hoạt động như một ca sĩ độc lập với hãng đĩa Avex Trax. Dưới sự dẫn dắt của nhà sản xuất Tetsuya Komuro, Amuro nhanh chóng đạt được những thành công thương mại với hàng triệu bản thu âm được tiêu thụ và tạo ra những xu hướng thời trang cho giới trẻ lúc bấy giờ. Đĩa đơn "CAN YOU CELEBRATE?" (1997) vẫn đang giữ kỷ lục đĩa đơn có lượng tiêu thụ cao nhất bởi một nữ nghệ sĩ tại Nhật. Tuy nhiên cuối năm 1997, cô tạm ngưng hoạt động vì đám cưới và việc mang thai.
Amuro trở lại với âm nhạc bằng đĩa đơn "I HAVE NEVER SEEN" (1998) và album GENIUS 2000 (2000) đều đứng đầu bảng xếp hạng nhưng số lượng bán ra giảm mạnh so với những sản phẩm trước của cô. Sau khi ngừng hợp tác với Tetsuya Komuro năm 2001, Amuro tham gia vào dự án SUITE CHIC - một nhóm nhạc R&B/hip-hop với mục đích hướng tới dòng nhạc này. Nhờ việc đổi mới hình ảnh và thể loại âm nhạc hip-pop, cô một lần nữa lấy lại được thành công và danh tiếng. Album phòng thu thứ bảy PLAY (2007) đứng đầu bảng xếp hạng và có lượng tiệu thu cao nhất kể từ GENIUS 2000. Những album sau đó của cô đều giữ được lượng tiêu thụ ổn định, khẳng định vị trí của cô trong thị trường âm nhạc.
Hơn 25 năm sự nghiệp, Amuro là một trong những nữ nghệ sĩ giữ được danh tiếng lâu nhất tại Nhật. Cô vẫn tiếp tục thành công cả khi đã li hôn, mất gia đình, đơn thân nuôi con. Cô cũng 2 lần thắng giải Grand Prix Award cùng nhiều giải thưởng danh giá như MTV Video Music Awards Japan, World Music Awards, Japan Gold Disc Award. Tính đến năm 2012, số lượng đĩa nhạc bán ra của Amuro là 31 triệu bản, xếp thứ 4 trong danh sách những nữ nghệ sĩ và thứ 12 trong danh sách chung của các nghệ sĩ bán đĩa nhiều nhất.

## Danh sách đĩa nhạc

### Album phòng thu
| #  | Tên                | Ngày phát hành | Xếp hạng (JPN) | Doanh thu (JPN) |
| 1  | Dance Tracks Vol.1 | 16/10/1995     | 1              | 1 865 000       |
| 2  | Sweet 19 Blues     | 22/07/1996     | 1              | 3 700 000       |
| 3  | Concentration 20   | 24/07/1997     | 1              | 1 930 000       |
| 4  | Genius 2000        | 26/01/2000     | 1              | 803 000         |
| 5  | Break the Rules    | 20/12/2000     | 2              | 335 000         |
| 6  | Style              | 10/12/2003     | 4              | 222 000         |
| 7  | Queen of Hip-Pop   | 13/07/2005     | 2              | 494 000         |
| 8  | Play               | 27/06/2007     | 1              | 541 000         |
| 9  | Past<Future        | 16/12/2009     | 1              | 600 000         |
| 10 | Uncontrolled       | 27/06/2012     | 1              | 541 000         |
| 11 | Feel               | 10/07/2013     | 1              | 393 000         |
| 12 | Genic              | 10/06/2015     | 1              | 253 000         |

### Album tổng hợp
| # | Tên                             | Ngày phát hành | Xếp hạng (JPN) | Doanh thu (JPN) |
| 1 | Original Tracks Vol.1           | 30/09/1996     | 3              | 419 000         |
| 2 | 181920                          | 28/01/1998     | 1              | 2 000 000       |
| 3 | Love Enhanced Single Collection | 13/03/2002     | 3              | 305 000         |
| 4 | Best Fiction                    | 30/07/2008     | 1              | 1 553 000       |
| 5 | Checkmate!                      | 27/04/2011     | 1              | 500 000         |
| 6 | Ballada                         | 04/06/2014     | 1              | 500 000         |
| 7 | Finally                         | 08/11/2017     | 1              | 2 550 000       |

### Đĩa đơn
| #  | Tên                                     | Ngày phát hành | Xếp hạng (JPN) | Doanh thu (JPN) |
| 1  | Taiyou no SEASON                        | 26/04/1995     | 5              | 611 000         |
| 2  | Stop the music                          | 24/07/1995     | 4              | 528 000         |
| 3  | Body Feels EXIT                         | 25/10/1995     | 3              | 882 000         |
| 4  | Chase the Chance                        | 04/12/1995     | 1              | 1 362 000       |
| 5  | Don't wanna cry                         | 13/03/1996     | 1              | 1 390 000       |
| 6  | You're my sunshine                      | 05/06/1996     | 1              | 1 099 000       |
| 7  | SWEET 19 BLUES                          | 21/08/1996     | 2              | 453 000         |
| 8  | a walk in the park                      | 27/11/1996     | 1              | 1 067 000       |
| 9  | CAN YOU CELEBRATE?                      | 19/02/1997     | 1              | 2 750 000       |
| 10 | How to be a Girl                        | 21/05/1997     | 1              | 772 000         |
| 11 | Dreaming I was dreaming                 | 27/11/1997     | 1              | 559 000         |
| 12 | I HAVE NEVER SEEN                       | 23/12/1998     | 1              | 657 000         |
| 13 | RESPECT the POWER OF LOVE               | 17/03/1999     | 2              | 492 000         |
| 14 | toi et moi                              | 07/07/1999     | 3              | 272 000         |
| 15 | SOMETHING 'BOUT THE KISS                | 01/09/1999     | 3              | 369 000         |
| 16 | LOVE 2000                               | 01/01/2000     | 4              | 228 000         |
| 17 | NEVER END                               | 12/07/2000     | 2              | 640 000         |
| 18 | PLEASE SMILE AGAIN                      | 04/10/2000     | 2              | 217 000         |
| 19 | think of me/no more tears               | 24/01/2001     | 7              | 113 000         |
| 20 | Say the word                            | 08/08/2001     | 3              | 184 000         |
| 21 | I WILL                                  | 14/02/2002     | 7              | 95 000          |
| 22 | Wishing On The Same Star                | 11/09/2002     | 2              | 97 000          |
| 23 | shine more                              | 05/03/2003     | 8              | 52 000          |
| 24 | Put 'Em Up                              | 16/07/2003     | 7              | 41 000          |
| 25 | SO CRAZY/Come                           | 16/10/2003     | 8              | 49 000          |
| 26 | ALARM                                   | 17/03/2004     | 11             | 58 000          |
| 27 | ALL FOR YOU                             | 22/07/2004     | 6              | 113 000         |
| 28 | GIRL TALK/the SPEED STAR                | 14/10/2004     | 2              | 107 000         |
| 29 | WANT ME, WANT ME                        | 06/04/2005     | 2              | 103 000         |
| 30 | White Light/Violet Sauce                | 16/11/2005     | 7              | 73 000          |
| 31 | CAN'T SLEEP, CAN'T EAT, I'M SICK/Ningyo | 17/05/2006     | 2              | 80 000          |
| 32 | Baby Don't Cry                          | 24/01/2007     | 3              | 144 000         |
| 33 | FUNKY TOWN                              | 04/04/2007     | 3              | 54 000          |
| 34 | 60s 70s 80s                             | 12/03/2008     | 1              | 293 000         |
| 35 | WILD/Dr.                                | 18/03/2009     | 1              | 119 000         |
| 36 | Break It/Get Myself Back                | 28/07/2010     | 3              | 85 000          |
| 37 | NAKED/Fight Together/Tempest            | 27/07/2011     | 2              | 101 000         |
| 38 | Sit! Stay! Wait! Down!/Love Story       | 07/12/2011     | 3              | 162 000         |
| 39 | Go Round/YEAH-OH                        | 21/03/2012     | 4              | 65 000          |
| 40 | Big Boys Cry/Beautiful                  | 06/03/2013     | 4              | 32 000          |
| 41 | TSUKI                                   | 29/01/2014     | 3              | 67 000          |
| 42 | BRIGHTER DAY                            | 12/11/2014     | 8              | 53 000          |
| 43 | Red Carpet                              | 02/12/2015     | 2              | 36 000          |
| 44 | Mint                                    | 18/05/2016     | 4              | 46 000          |
| 45 | Hero                                    | 27/07/2016     | 6              | 82 000          |
| 46 | Dear Diary/Fighter                      | 26/10/2016     | 3              | 64 000          |
| 47 | Just You and I                          | 31/05/2017     | 6              | 35 000          |

### Video âm nhạc
| #   | Tên                              | Năm phát hành |
| 1   | Mr USA                           | 1992          |
| 2   | Try Me ~Watashi o Shinjite~      | 1995          |
| 3   | Taiyō no Season                  | 1995          |
| 4   | Stop the Music                   | 1995          |
| 5   | Body Feels Exit                  | 1995          |
| 6   | Chase the Chance                 | 1995          |
| 7   | Don't Wanna Cry                  | 1996          |
| 8   | You're My Sunshine               | 1996          |
| 9   | Sweet 19 Blues                   | 1996          |
| 10  | A Walk in the Park               | 1996          |
| 11  | Can You Celebrate?               | 1997          |
| 12  | How to Be a Girl                 | 1997          |
| 13  | Dreaming I Was Dreaming          | 1997          |
| 14  | I Have Never Seen                | 1998          |
| 15  | Respect the Power of Love        | 1999          |
| 16  | Something 'bout the Kiss         | 1999          |
| 17  | Love 2000                        | 2000          |
| 18  | Never End                        | 2000          |
| 19  | Please Smile Again               | 2000          |
| 20  | Think of Me                      | 2001          |
| 21  | Say the Word                     | 2001          |
| 22  | I Will                           | 2002          |
| 23  | Wishing on the Same Star         | 2002          |
| 24  | Did U                            | 2002          |
| 25  | Shine More                       | 2003          |
| 26  | Put 'Em Up                       | 2003          |
| 27  | So Crazy                         | 2003          |
| 28  | Alarm                            | 2004          |
| 29  | All for You                      | 2004          |
| 30  | Girl Talk                        | 2004          |
| 31  | The Speed Star                   | 2004          |
| 32  | Want Me, Want Me                 | 2005          |
| 33  | WoWa                             | 2005          |
| 34  | White Light                      | 2005          |
| 35  | Can't Sleep, Can't Eat, I'm Sick | 2006          |
| 36  | Ningyo                           | 2006          |
| 37  | Baby Don't Cry                   | 2007          |
| 38  | Funky Town                       | 2007          |
| 39  | Hide and Seek                    | 2007          |
| 40  | Hello                            | 2007          |
| 41  | New Look                         | 2008          |
| 42  | Rock Steady                      | 2008          |
| 43  | What a Feeling                   | 2008          |
| 44  | Do Me More                       | 2008          |
| 45  | Sexy Girl                        | 2008          |
| 46  | Wild                             | 2009          |
| 47  | Dr.                              | 2009          |
| 48  | The Meaning of Us                | 2009          |
| 49  | Fast Car                         | 2009          |
| 50  | Love Game                        | 2009          |
| 51  | Defend Love                      | 2009          |
| 52  | Break It                         | 2010          |
| 53  | Get Myself Back                  | 2010          |
| 54  | Wonder Woman                     | 2011          |
| 55  | Make It Happen                   | 2011          |
| 56  | Unusual                          | 2011          |
| 57  | #1                               | 2011          |
| 58  | Naked                            | 2011          |
| 59  | Tempest                          | 2011          |
| 60  | Love Story                       | 2011          |
| 61  | Go Round                         | 2012          |
| 62  | Yeah-Oh!                         | 2012          |
| 63  | Only You                         | 2012          |
| 64  | Hot Girls                        | 2012          |
| 65  | Let's Go                         | 2012          |
| 66  | In the Spotlight (Tokyo)         | 2012          |
| 67  | Damage                           | 2012          |
| 68  | Big Boys Cry                     | 2013          |
| 69  | Contrail                         | 2013          |
| 70  | Hands on Me                      | 2013          |
| 71  | Heaven                           | 2013          |
| 72  | Let Me Let You Go                | 2013          |
| 73  | Alive                            | 2013          |
| 74  | Ballerina                        | 2013          |
| 75  | Neonlight Lipstick               | 2013          |
| 76  | Tsuki                            | 2014          |
| 77  | Four Seasons                     | 2014          |
| 78  | Himawari                         | 2014          |
| 79  | Can You Celebrate? (remake)      | 2014          |
| 80  | Sweet 19 Blues (remake)          | 2014          |
| 81  | Brighter Day                     | 2014          |
| 82  | Sweet Kisses                     | 2014          |
| 83  | Birthday                         | 2015          |
| 84  | Stranger                         | 2015          |
| 85  | Anything                         | 2015          |
| 86  | Fashionista                      | 2015          |
| 87  | Golden Touch                     | 2015          |
| 88  | B Who I Want 2 B                 | 2015          |
| 89  | Red Carpet                       | 2015          |
| 90  | Mint                             | 2016          |
| 91  | Hero                             | 2016          |
| 92  | Hero (NHK version)               | 2016          |
| 93  | Show Me What You've Got          | 2016          |
| 94  | Dear Diary                       | 2016          |
| 95  | Fighter                          | 2016          |
| 96  | Just You and I                   | 2017          |
| 97  | Christmas Wish                   | 2017          |
| 98  | In Two                           | 2017          |
| 99  | How Do You Feel Now?             | 2017          |
| 100 | Showtime                         | 2017          |
| 101 | Do It For Love                   | 2017          |
| 102 | Finally                          | 2017          |

## Liveshow và tour

### Namie Amuro with Super Monkey’s
- 16 tháng 7 - 27 tháng 8 năm 1995: Namie Amuro with Super Monkey's Concert 95
- 27 tháng 12 năm 1995: Namie Amuro with Super Monkey's First Live in Okinawa 95
- 20 tháng 3 - 19 tháng 5 năm 1996: Mistio presents Namie Amuro with Super Monkey's Tour 96
- 27 tháng 8 - 1 tháng 9 năm 1996: Summer presents 96 Namie Amuro with Super Monkey's

### Solo
- 23 tháng 3 - 18 tháng 5 năm 1997: Namie Amuro Tour 1997 A Walk In The Park
- 26 tháng 7 - 13 tháng 8 năm 1997: Mistio presents Namie Amuro Summer Stage 97 Concentration 20
- 20 tháng 3 - 7 tháng 5 năm 2000: Namie Amuro Tour GENIUS 2000
- 18 tháng 3 - 27 tháng 5 năm 2001: Namie Amuro Tour 2001 Break The Rules
- 17 tháng 10 - 10 tháng 11 năm 2001: Namie Amuro Tour "AmR" 01
- 29 tháng 11 năm 2003 - 11 tháng 4 năm 2004: Namie Amuro So Crazy Tour featuring Best Singles 2003–2004
- 1–2 tháng 5 năm 2004: Namie Amuro So Crazy in Taipei
- 13–15 tháng 5 năm 2004: Namie Amuro So Crazy Tour in Seoul 2004
- 27 tháng 8 - 20 tháng 9 năm 2004: Namie Amuro Tour "Fan Space 04"
- 1 tháng 9 - 24 tháng 12 năm 2005: Space of Hip-Pop: Namie Amuro Tour 2005
- 13 tháng 8 - 23 tháng 11 năm 2006: Namie Amuro BEST Tour LIVE STYLE 2006
- 18 tháng 8 - 25 tháng 12 năm 2007: Namie Amuro PLAY Tour 2007
- 26 tháng 1 - 27 tháng 2 năm 2008: Namie Amuro PLAY MORE!!
- 12–13 tháng 4 năm 2008: Namie Amuro PLAY MORE!! in Taipei
- 25 tháng 10 năm 2008 - 12 tháng 7 năm 2009: Namie Amuro Best Fiction Tour 2008–2009
- 3 tháng 4 - 15 tháng 12 năm 2010: Namie Amuro Past<Future Tour 2010
- 30 tháng 7 - 27 tháng 12 năm 2011: Namie Amuro LIVE STYLE 2011
- 24 tháng 11 - 21 tháng 12 năm 2012: Namie Amuro 5 Major Domes Tour 2012 ~20th Anniversary Best~
- 23 tháng 2 - 16 tháng 3 năm 2013: Namie Amuro ASIA Tour 2013
- 16 tháng 8 - 23 tháng 12 năm 2013: Namie Amuro FEEL Tour 2013
- 22 tháng 8 - 23 tháng 12 năm 2014: Namie Amuro LIVE STYLE 2014
- 5 tháng 9 năm 2015 - 26 tháng 3 năm 2016: Namie Amuro LIVEGENIC 2015–2016
- 19 tháng 8 năm 2016 - 3 tháng 5 năm 2017: Namie Amuro LIVE STYLE 2016–2017
- 16–17 tháng 9 năm 2017: Namie Amuro 25th Anniversary in Okinawa
- 17 tháng 2 - 3 tháng 6 năm 2018: Namie Amuro FINAL Tour 2018 ~Finally~
- 17 tháng 3 - 20 tháng 5 năm 2018: Namie Amuro FINAL Tour 2018 ~Finally~ in ASIA